# Josefinum (Ellwangen)
Das Missionsseminar St. Josef, kurz Josefinum genannt, ist die Zentrale der deutschsprachigen Provinz und Sitz des Provinzoberen der Comboni-Missionare in Ellwangen.

## Geschichte
Das neu erbaute Gebäude wurde 1926 in Ellwangen bezogen und als Seminargebäude genutzt. Das bisherige Gebäude der Comboni-Missionare (seit 1921) in der zu Schrezheim gehörenden Ortschaft Schleifhäusle war für die stetig ansteigende Zahl der Seminaristen zu klein. Dazu kam, dass der tägliche Weg zum Peutinger-Gymnasium zu lang war. Bereits 1934 waren über 100 Seminaristen in dem Gebäude untergebracht. Mit Beginn des Zweiten Weltkrieges wurden die Gebäude des Seminars durch das NS-Regime konfisziert und zur Unterbringung von Soldaten und als Lazarett genutzt. Vor den vorrückenden Amerikanern erfolgte am 21. April 1945 die Sprengung der Gebäude durch die SS.
Nach dem Wiederaufbau wurde am 18. März 1952 das Missionsseminar wieder eingeweiht. Bereits 1953 erreichte die Belegung mit 132 Schülern einen absoluten Höchststand.
1981 musste das Seminar geschlossen werden, da es aufgrund gesellschaftlicher Entwicklungen als Quelle von Missionsberufen an Bedeutung verloren hatte. In den Jahren seines Bestehens gingen weit über einhundert Priester, darunter zwei Bischöfe, aus dem Josefinum hervor.
Nach einer breiten Diskussion über den zukünftigen Verwendungszweck wurde das ehemalige Josefinum ab 1985 zur Zentrale der deutschsprachigen Provinz der Comboni-Missionare und Sitz des Provinzoberen.